# Lámina plana
En física, la definición matemática de una lámina plana consiste en un conjunto cerrado en un plano de masa {\displaystyle m} y una densidad de superficie {\displaystyle \rho \ (x,y)} tal que:
{\displaystyle m=\int \int _{}{}\rho \ (x,y)\,dx\,dy}, sobre el conjunto cerrado.
El centro de masas de la lámina está en el punto
{\displaystyle \left({\frac {M_{y}}{m}},{\frac {M_{x}}{m}}\right)}
donde {\displaystyle M_{y}} es el momento de toda la lámina sobre el eje xy; y {\displaystyle M_{x}} es el momento de toda la lámina sobre el eje y.
{\displaystyle M_{y}=\lim _{m,n\to \infty }\,\sum _{i=1}^{m}\,\sum _{j=1}^{n}\,x{_{ij}}^{*}\,\rho \ (x{_{ij}}^{*},y{_{ij}}^{*})\,\Delta \mathrm {A} =\iint _{}{}x\,\rho \ (x,y)\,dx\,dy}, sobre la superficie cerrada.
{\displaystyle M_{x}=\lim _{m,n\to \infty }\,\sum _{i=1}^{m}\,\sum _{j=1}^{n}\,y{_{ij}}^{*}\,\rho \ (x{_{ij}}^{*},y{_{ij}}^{*})\,\Delta \mathrm {A} =\iint _{}{}y\,\rho \ (x,y)\,dx\,dy}, sobre la superficie cerrada.
Ejemplo 1.

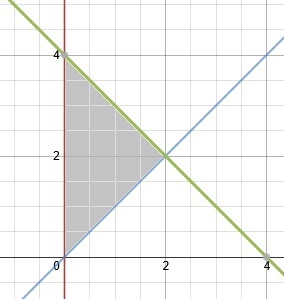

Encuéntrese el centro de masa de una lámina con los bordes dados por las líneas {\displaystyle x=0,} {\displaystyle y=x} y {\displaystyle y=4-x} donde la densidad se da como {\displaystyle \rho \ (x,y)\,=2x+3y+2}.
{\displaystyle m=\int _{0}^{2}{\int _{x}^{4-x}}_{}{}\,(2x+3y+2)\,dy\,dx}
Integrar 2x + 3y + 2 con respecto a y; y sustituir los límites 4-x y x
{\displaystyle m=\int _{0}^{2}\left(2xy+{\frac {3y^{2}}{2}}+2y\right){\Bigg |}_{x}^{4-x}\,dx}
{\displaystyle m=\int _{0}^{2}\left({\Big [}2x(4-x)+{\frac {3(4-x)^{2}}{2}}+2(4-x){\Big ]}-{\Big [}2x(x)+{\frac {3(x)^{2}}{2}}+2(x){\Big ]}\right)\,dx}
{\displaystyle m=\int _{0}^{2}\left(8x-2x^{2}+{\frac {3x^{2}-24x+48}{2}}+8-2x-2x^{2}-{\frac {3x^{2}}{2}}-2x\right)\,dx}
{\displaystyle m=\int _{0}^{2}\left(8x-2x^{2}+{\frac {3}{2}}x^{2}-12x+24+8-2x-2x^{2}-{\frac {3}{2}}x^{2}-2x\right)\,dx}
{\displaystyle m=\int _{0}^{2}(-4x^{2}-8x+32)\,dx}
{\displaystyle m=\left(-{\frac {4x^{3}}{3}}-4x^{2}+32x\right){\Bigg |}_{0}^{2}}
{\displaystyle m={\frac {112}{3}}}
{\displaystyle M_{y}=\int _{0}^{2}{\int _{x}^{4-x}}{}{}x\,(2x+3y+2)\,dy\,dx}
{\displaystyle M_{y}=\int _{0}^{2}\left(2x^{2}y+{\frac {3xy^{2}}{2}}+2xy\right){\Bigg |}_{x}^{4-x}\,dx}
{\displaystyle M_{y}=\int _{0}^{2}(-4x^{3}-8x^{2}+32x)\,dx}
{\displaystyle M_{y}=\left(-x^{4}-{\frac {8x^{3}}{3}}+16x^{2}\right){\Bigg |}_{0}^{2}}
{\displaystyle M_{y}={\frac {80}{3}}}
{\displaystyle M_{x}=\int _{0}^{2}{\int _{x}^{4-x}}{}{}y\,(2x+3y+2)\,dy\,dx}
{\displaystyle M_{x}=\int _{0}^{2}(xy^{2}+y^{3}+y^{2}){\Big |}_{x}^{4-x}\,dx}
{\displaystyle M_{x}=\int _{0}^{2}(-2x^{3}+4x^{2}-40x+80)\,dx}
{\displaystyle M_{x}=\left(-{\frac {x^{4}}{2}}+{\frac {4x^{3}}{3}}-20x^{2}+80x\right){\Bigg |}_{0}^{2}}
{\displaystyle M_{x}={\frac {248}{3}}}
el centro de masa está en el punto
{\displaystyle \left({\frac {\frac {80}{3}}{\frac {112}{3}}},{\frac {\frac {248}{3}}{\frac {112}{3}}}\right)=\left({\frac {5}{7}},{\frac {31}{14}}\right)}
Las láminas planas se pueden usar para determinar momento de inercia, o centros de masa.